# James Ferrier

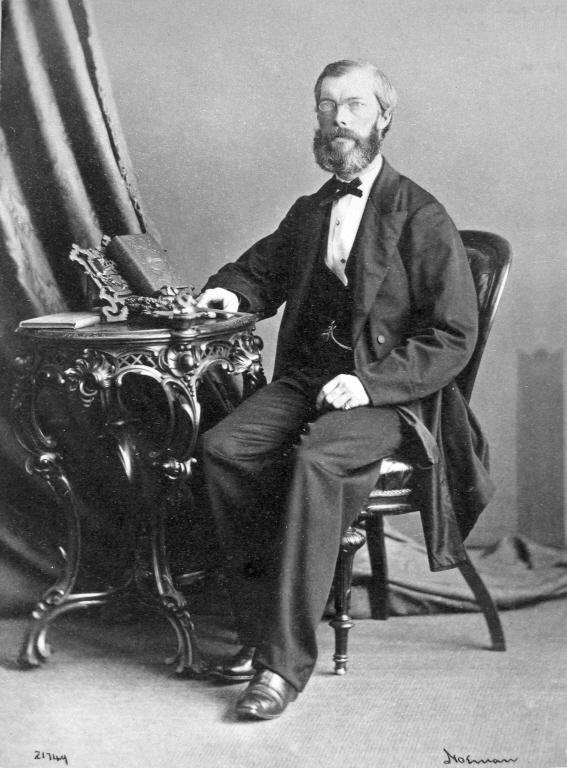
James Ferrier

James Ferrier (* 22. Oktober 1800 in Fife, Schottland; † 30. Mai 1888 in Montreal) war ein kanadischer Politiker und Unternehmer. Von 1844 bis 1846 war er Bürgermeister von Montreal. Danach war er zwanzig Jahre lang Parlamentsabgeordneter der Provinz Kanada. Von 1867 bis zu seinem Tod amtierte er als kanadischer Senator.

## Biografie
Nachdem er mehrere Jahre in einem Handelshaus im schottischen Perth gearbeitet hatte, wanderte Ferrier 1821 nach Kanada aus und ließ sich in Montreal nieder. Zwei Jahre später eröffnete er ein eigenes Warenhaus an der Rue Notre-Dame und erwarb in der Folge ein großes Vermögen. 1836 zog er sich aus dem Handelsgeschäft zurück und begann, als Finanzier tätig zu werden. Ab 1837 war er Verwaltungsratsmitglied der Bank of British North America, 1855 gehörte er zu den Mitbegründern der Molson Bank. Zusammen mit Hugh Allan gründete er 1871 die Montreal Credit Company, außerdem war er Direktor von drei Versicherungsgesellschaften.
Von 1847 bis 1851 leitete Ferrier das Saint-Maurice-Eisenwerk bei Trois-Rivières. Er war finanziell maßgeblich am Bau der im Jahr 1847 eröffneten Montreal and Lachine Railroad beteiligt, die nach mehreren Zusammenschlüssen schließlich 1857 in der Grand Trunk Railway aufging. Ferrier gehörte bis zu seinem Tod dem Verwaltungsrat der Grand Trunk an. Hinzu kamen substantielle Beteiligungen an anderen Verkehrsprojekten: International Bridge Company, Canadian and West Indian Royal Mail Steamship Company und Waterloo, Magog and Stanstead Railway.
Ab 1841 gehörte Ferrier dem Stadtrat von Montreal an, von 1844 bis 1846 amtierte er als Bürgermeister der Stadt. Daneben war er Friedensrichter und Oberstleutnant der städtischen Miliz. 1847 wurde er zum Mitglied des Legislativrates, des Unterhauses der Provinz Kanada, ernannt, dem er zwanzig Jahre lang auf Seiten der Konservativen angehörte. Nach der Gründung der Kanadischen Konföderation folgte am 23. Oktober 1867 durch königliche Proklamation die Ernennung zum Senator. Dem kanadischen Oberhaus gehörte er über zwei Jahrzehnte lang bis zu seinem Tod an. Parallel dazu war er auch ernanntes Mitglied des Legislativrates von Québec.
Ferrier war sehr religiös und unterstützte die methodistische Kirche finanziell, ebenso zahlreiche wohltätige Organisationen. Von 1845 bis 1852 war er Vorsitzender der Royal Institution for the Advancement of Learning, aus der sich in späteren Jahren die unternehmerische Leitung der McGill University entwickelte. Die Wiederherstellung der finanziellen Stabilität der Universität nach mehreren schwierigen Jahren wird überwiegend seinen Bemühungen zugeschrieben. 1884 wurde er zum Kanzler der Universität ernannt.